# Le Troncq
Le Troncq ist eine französische Gemeinde mit 170 Einwohnern (Stand: 1. Januar 2022) im Département Eure in der Region Normandie (vor 2016 Haute-Normandie). Die Gemeinde gehört zum Arrondissement Bernay und zum Kanton Le Neubourg.

## Geografie
Le Troncq liegt in Nordfrankreich etwa 38 Kilometer südsüdwestlich von Rouen. Umgeben wird Le Troncq von den Nachbargemeinden La Pyle im Norden, Amfreville-Saint-Amand im Norden, Hectomare im Osten, Iville im Süden, Épégard im Westen und Südwesten sowie Le Bosc du Theil im Westen und Nordwesten.

## Bevölkerungsentwicklung
| Jahr                      | 1793 | 1851 | 1886 | 1921 | 1962 | 1968 | 1975 | 1982 | 1990 | 1999 | 2006 | 2013 |
| Einwohner                 | 384  | 288  | 163  | 116  | 132  | 135  | 124  | 129  | 125  | 124  | 152  | 170  |
| Quelle: Cassini und INSEE |      |      |      |      |      |      |      |      |      |      |      |      |

## Sehenswürdigkeiten

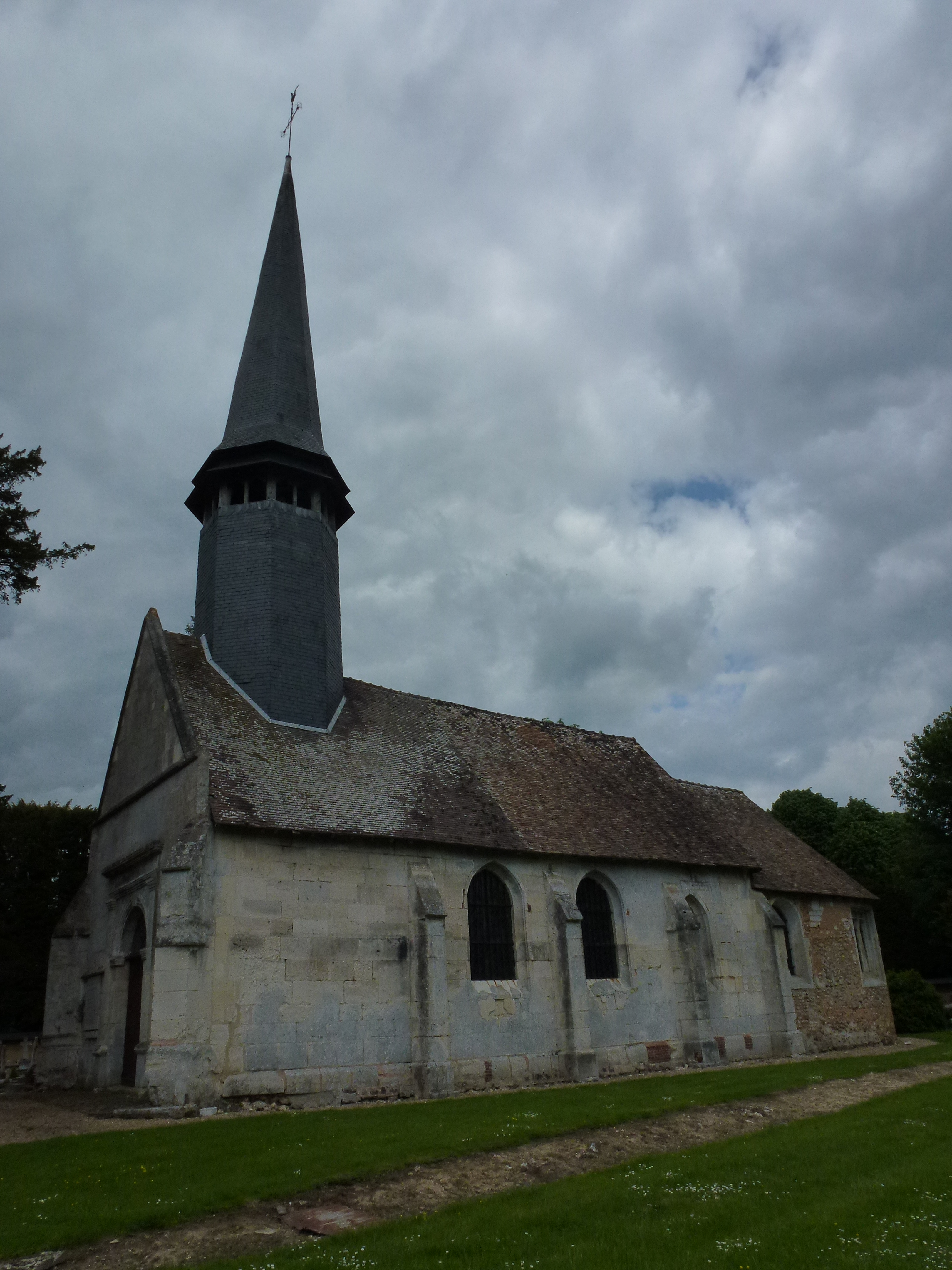
Kirche Saint-Pierre
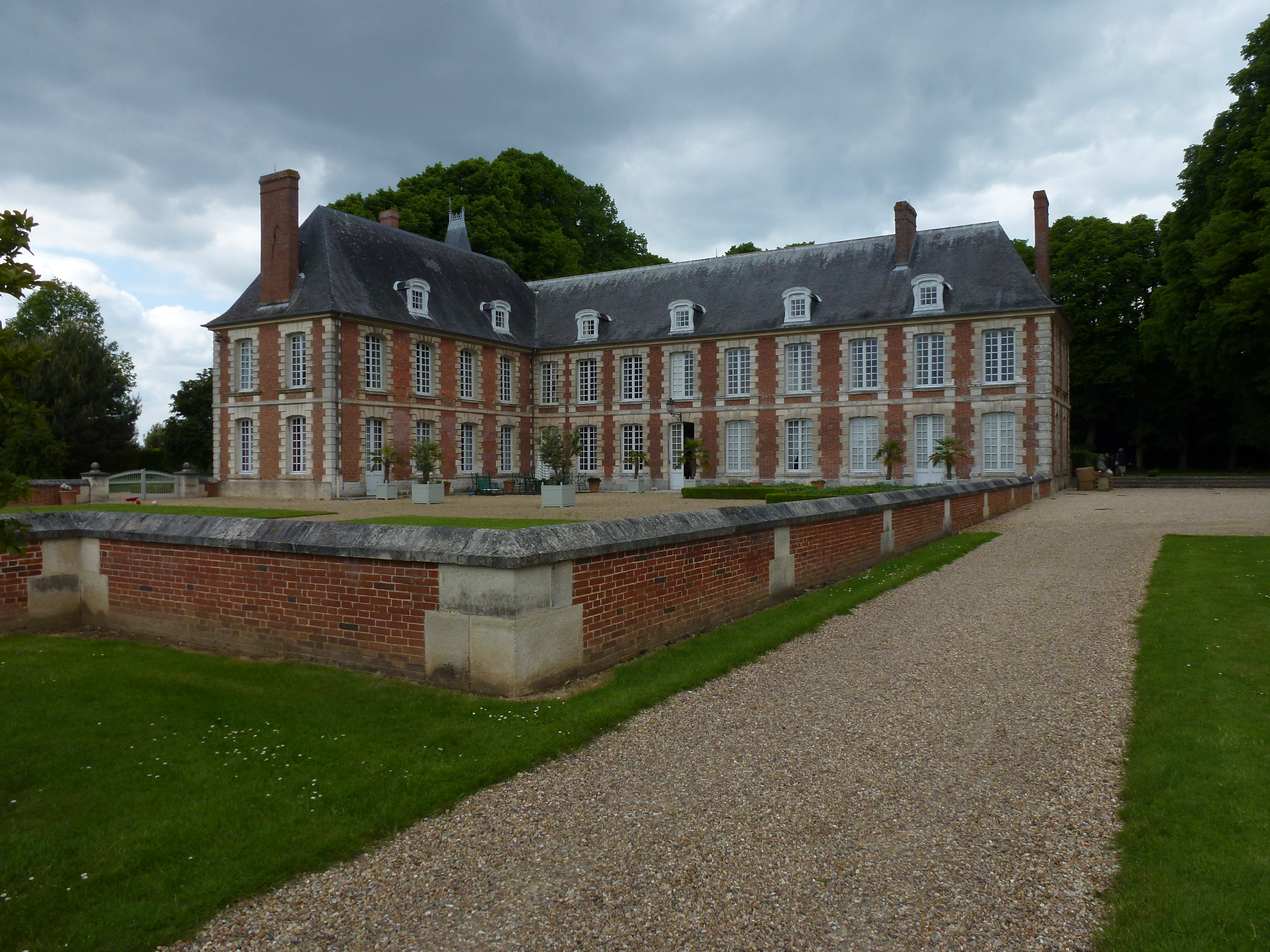
Schloss

- Kirche Saint-Pierre
- Schloss